# Hang Nadim Airport
Hang Nadim Airport (engelska: Hang Nadim International Airport, javanesiska: Bandhar udhara Hang Nadim, indonesiska: Bandar Udara Internasional Hang Nadim) är en flygplats i Indonesien.   Den ligger i provinsen Kepulauan Riau, i den västra delen av landet, 900 km norr om huvudstaden Jakarta. Hang Nadim Airport ligger 24 meter över havet. Den ligger på ön Pulau Batam.
Terrängen runt Hang Nadim Airport är platt. Havet är nära Hang Nadim Airport österut. Närmaste större samhälle är Batam, 10,5 km väster om Hang Nadim Airport. 